# Lipec (Slepotice)
Lipec je malá vesnice, část obce Slepotice v okrese Pardubice. Nachází se asi 2 km na jih od Slepotic. V roce 2009 zde bylo evidováno 24 adres. V roce 2001 zde trvale žilo 28 obyvatel.
Lipec leží v katastrálním území Lipec u Slepotic o rozloze 1,81 km2. V katastrálním území Lipec u Slepotic leží i Nové Holešovice.

## Historie
První písemná zmínka o obci pochází z roku 1318.